# Henry Rudi
Henry Marentius Rudi (* 12. März 1889 in Tromsø; † 15. Juni 1970 ebenda) war ein als „Eisbärkönig“ (norwegisch Isbjørnkongen) bekannter norwegischer Pelztierjäger. Er überwinterte 27-mal in der Arktis und tötete zwischen 1908 und 1948 713 Eisbären.

## Leben
Henry Rudi wurde 1889 als Sohn von Ole Olsen Rudi (1859–1935) und Marie Wilhelmine Henriksen (1863–1934) in Tromsø geboren. Nach der Grundschule ging er in die Handelslehre und wurde Verkäufer. Dem Beispiel seines älteren Bruders Olaf folgend entschied er sich jedoch im Alter von 19 Jahren für das Leben eines Trappers in der Arktis.
Seit den 1890er Jahren überwinterte eine wachsende Zahl norwegischer Pelztierjäger auf den Inseln des Spitzbergenarchipels. Die wichtigsten Beutetiere waren der Polarfuchs, der Eisbär, das Walross und das Rentier. Die Jäger und Fallensteller überwinterten in kleinen Gruppen unter harten Bedingungen, bedroht von Kälte und Skorbut, in primitiven Holzhütten. Von 1895 bis 1940 wurden 357 Personen gezählt, die insgesamt 900 Überwinterungen durchführten, nur 33 von ihnen überwinterten mehr als fünf Mal, etliche kamen ums Leben.

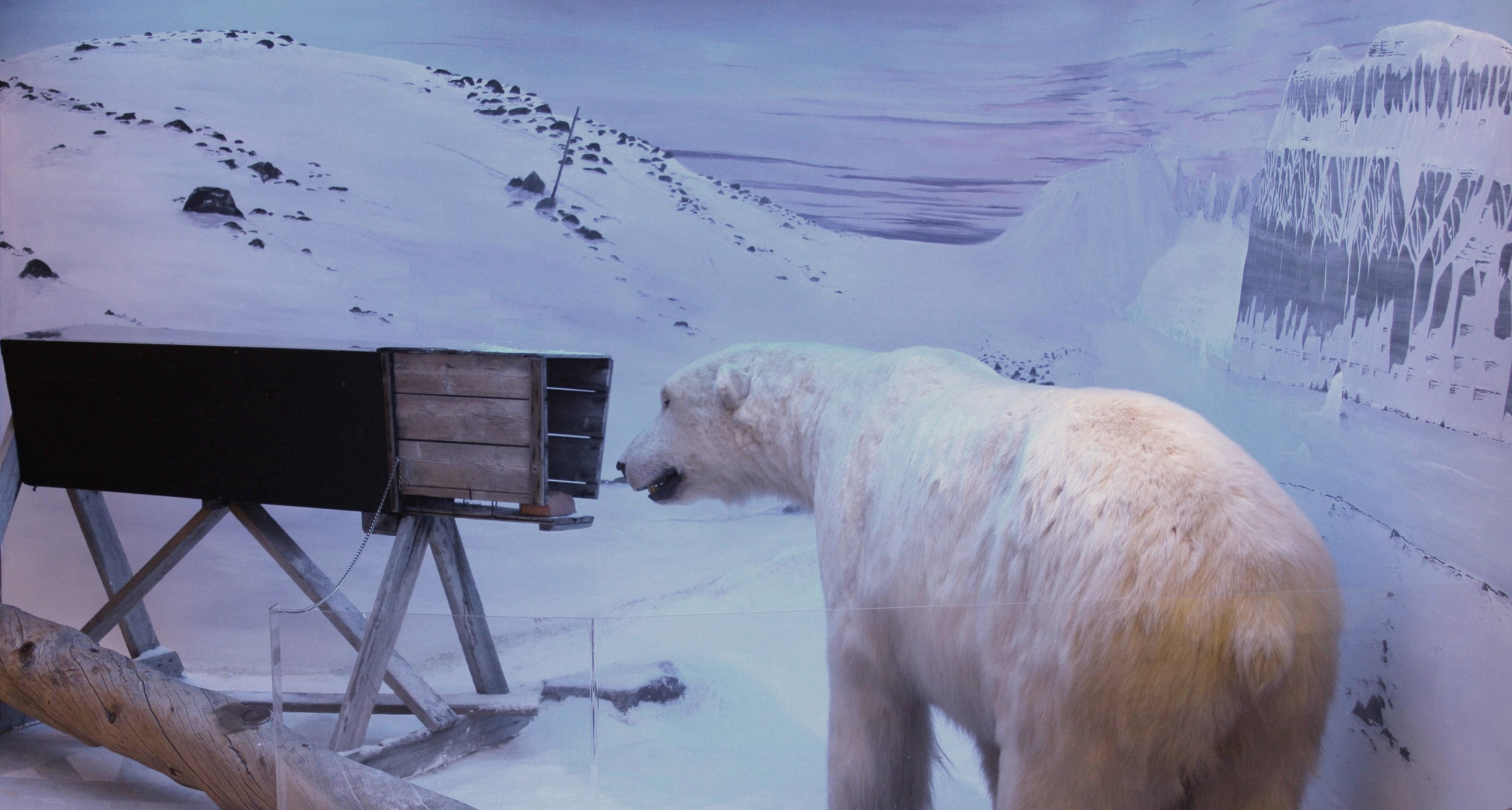
Schussfalle, wie sie von Rudi benutzt wurde

Henry Rudi erlebte seine erste Überwinterung 1908/1909 auf der zu Spitzbergen gehörenden Insel Hopen als Mitglied einer sechsköpfigen Mannschaft um den Schweden August Olofsson. Es war die erste Überwinterung von Fallenstellern auf dieser Insel überhaupt. Mit Hilfe von ausgelegten Giftködern (Strychnin) und zehn Schussfallen gelang es ihnen, 89 Bären zu töten. Wie auch in späteren Jahren nahm Rudi schon auf Hopen ein Eisbärenjunges, dessen Mutter getötet worden war, als Haustier zu sich und zog es auf. Solche Tiere verkaufte er später, unter anderem an Tierparks. Im Winter 1910/1911 verlor Henry Rudi seinen Bruder Olaf während einer gemeinsamen Überwinterung am Krossfjord auf Spitzbergen, als dieser mit Samson Fylkesnes aus Ålesund im Boot auf die Walrossjagd ging und nicht mehr zurückkehrte. Für die Northern Exploration Company des englischen Geschäftsmanns Ernest Mansfield (1862–1924) errichtete Rudi Camp Zöe an der Tinayrebukta. Bis zum Ausbruch des Ersten Weltkriegs verbrachte er jeden Winter am Krossfjord.
Erst nach siebenjähriger Unterbrechung nahm Rudi seine Überwinterungen ab 1921 am McVitiepynten auf Prins Karls Forland, wo er eine neue Jagdhütte baute, wieder auf. In den Sommern fuhr er mit dem Kutter zur Robbenjagd. 1924/1925 wechselte er das Revier und überwinterte in der von ihm errichteten Trapperhütte Hageruphytta an der Nordspitze der Insel Jan Mayen zu Füßen des Beerenbergs. 1928 bis 1933 verlegte er sein Jagdgebiet nach Ostgrönland, das 1931 teilweise von Norwegen als Eirik Raudes Land annektiert wurde. Danach war er wieder in Spitzbergen am Rijpfjord und auf Halvmåneøya, ging aber 1939 erneut nach Grönland. 1942 trat er in die Nordøstgrønlands Slædepatrulje (deutsch Schlittenpatrouille Nordostgrönland) ein, die von den dänischen Behörden im Einvernehmen mit den USA aufgestellt wurde, um Aktivitäten der deutschen Wehrmacht in Nordost-Grönland aufzuklären. 1943 kam es zur Konfrontation mit dem Wettertrupp der Operation Holzauge, der von Rudis ehemaligem Trapperkollegen Hermann Ritter geführt wurde. Beim deutschen Angriff auf die Station Eskimonæs konnte Rudi unverletzt entkommen.
Nach dem Krieg kehrte Rudi nach Spitzbergen zurück und überwinterte noch zweimal in der Hütte Andréetangen im Süden von Edgeøya, die er dafür neu errichtete. Seine Ausbeute war noch einmal außerordentlich hoch: 138 Eisbären im Winter 1946/47 und 114 im Winter 1947/48. Danach arbeitete Rudi noch zwei Jahre als Koch bei der Küstenfunkstelle Isfjord Radio, bevor er sich in Tromsø zur Ruhe setzte.
Rudi war in Norwegen außerordentlich populär. Die Tatsache, dass er 27 Mal in meist einfachsten Unterkünften in der Arktis überwintert hatte, und insbesondere die extreme Fangquote von 713 Eisbären und vielen anderen Tieren brachte ihm die Bewunderung seiner Landsleute und den Beinamen „Eisbärkönig“ ein. Für seine Arbeit als Trapper erhielt er 1953 die Königliche Verdienstmedaille in Silber. 1956 brachte Lars Normann Sørensen Rudis Erinnerungen als Buch heraus. Die jüngste Auflage erschien 2001. Im Polarmuseum in Tromsø ist Henry Rudi ein eigener Raum (direkt neben dem von Roald Amundsen) gewidmet.
Ein Fjord im Nordwesten von Clavering Ø im Nordost-Grönland-Nationalpark, wo Henry Rudi seine Jagdhütte Revet (heute Moskusheimen) hatte, trägt den Namen Rudi Bugt (74° 23′ N, 21° 46′ W).